# 황희 (1967년)
황희(黃熙, 1967년 7월 28일~)는 대한민국의 정치인으로, 제20·21·22대 국회의원이다. 제9대 문화체육관광부 장관(2021. 2.~2022. 5.)을 지냈다.

## 학력
- 황지국민학교
- 목동국민학교 전학 및 졸업
- 장훈중학교 졸업
- 강서고등학교 졸업
- 숭실대학교 경제학 학사
- 연세대학교 대학원 도시공학 박사

## 경력
- 1997년~2002년: 새정치국민회의·새천년민주당 김대중 총재 비서실 비서
- 2002년~2007년: 노무현 정부 청와대 대통령비서실 정무수석실 행정관
- 2008년: 제18대 국회의원 선거 경기 안산시 단원구 을 통합민주당 국회의원 예비후보
- 2009년~2011년: 민주당 상근 부대변인
- 2011년 2월~2017년 7월: 사람사는세상 노무현재단 기획위원
- 2011년 10월: 2011년 상반기 재보궐선거 무소속 박원순 서울특별시장 후보 선거대책위원회 정책특보
- 2012년: 제19대 국회의원 선거 경기 안산시 단원구 을 민주통합당 국회의원 예비후보
- 2012년 10월: 최문순 강원도지사 정무특보
- 2015년 5월~2016년 5월: 새정치민주연합→더불어민주당 정책위원회 부의장
- 2016년 1월~2016년 8월: 더불어민주당 뉴파티위원회 위원
- 2016년 4월 13일 대한민국 제20대 국회의원 선거 당선(서울 양천구 갑, 더불어민주당, 초선)
- 2016년 5월~: 더불어민주당 서울특별시당 양천구 갑 지역위원회 위원장
- 2016년 6월~: 미래도시 창생과 재생을 위한 국회의원 연구모임 공동대표
- 2016년 12월~2018년 8월: 더불어민주당 주거복지특별위원회 위원장
- 2017년 4월~2017년 5월: 제19대 대통령 선거 더불어민주당 문재인 대통령 후보 공동선거대책위원회 총무본부 부본부장
- 2017년 5월~2017년 12월: 더불어민주당 홍보위원장
- 2017년 5월: 문재인 대통령 미국 특사단
- 2017년 7월~: 사람사는세상 노무현재단 상임운영위원
- 2018년 2월~: 더불어민주당 혁신성장추진위원회 위원
- 2018년 4월~2022년 5월: 대통령직속 4차산업혁명위원회 스마트시티특별위원회 위원
- 2018년 5월~2019년 5월: 더불어민주당 원내부대표
- 2018년 9월~2020년 9월: 더불어민주당 교육연수원장
- 2020년 4월 15일 대한민국 제21대 국회의원 선거 당선(서울 양천구 갑, 더불어민주당, 재선)
- 2020년 11월~: 민주주의 4.0 연구원 이사
- 2021년 2월~2022년 5월: 제9대 문화체육관광부 장관
- 2021년 2월~2022년 5월: 대통령직속 국가균형발전위원회 당연직 위원
- 2021년 2월~2022년 5월: 대통령직속 녹색성장위원회 당연직 위원
- 2021년 2월~2022년 5월: 대통령직속 국가지식재산위원회 당연직 위원
- 2021년 5월~2022년 5월: 대통령직속 2050 탄소중립위원회 당연직 위원
- 2022년 9월~2024년 8월: 더불어민주당 국제위원회 위원장
- 2023년 6월~2023년 8월: 더불어민주당 혁신위원회 위원
- 2024년 4월 10일 대한민국 제22대 국회의원 선거 당선(서울 양천구 갑, 더불어민주당, 3선)

## 의정 활동
- 2016년 5월 30일~2020년 5월 29일: 제20대 국회의원(서울 양천구 갑, 더불어민주당, 초선)
  - 2016년 6월~2018년 5월: 제20대 국회 전반기 국토교통위원회 위원
  - 2017년 12월~2018년 5월: 제20대 국회 4차 산업혁명 특별위원회 위원
  - 2018년 7월~2019년 5월: 제20대 국회 후반기 운영위원회 위원
  - 2018년 7월~2020년 5월: 제20대 국회 후반기 국토교통위원회 위원
- 2020년 5월 30일~2024년 5월 29일: 제21대 국회의원(서울 양천구 갑, 더불어민주당, 재선)
  - 2020년 6월~2021년 2월: 제21대 국회 전반기 국방위원회 간사
  - 2020년 7월~2024년 5월: 국회 대중문화 미디어 연구회 공동대표의원
  - 2020년 9월~2021년 2월: 제21대 국회 전반기 국방위원회 예산결산심사소위원회 위원장
  - 2021년 2월~2021년 6월: 제21대 국회 전반기 국방위원회 위원
  - 2021년 6월~2021년 6월: 제21대 국회 전반기 교육위원회 위원
  - 2021년 6월~2021년 8월: 제21대 국회 전반기 국방위원회 위원
  - 2021년 8월~2021년 8월: 제21대 국회 전반기 정무위원회 위원
  - 2021년 9월~2021년 11월: 제21대 국회 전반기 국토교통위원회 위원
  - 2021년 11월~2022년 5월: 제21대 국회 전반기 과학기술정보방송통신위원회 위원
  - 2022년 7월~2024년 5월: 제21대 국회 후반기 외교통일위원회 위원
  - 2022년 7월~2023년 5월: 제21대 국회 후반기 예산결산특별위원회 위원
- 2024년 5월 30일~: 제22대 국회의원(서울 양천구 갑, 더불어민주당, 3선)
  - 2024년 6월~: 제22대 국회 전반기 국방위원회 위원

## 발언
- 서울에도 80층 아파트가 들어선다고 주장했다. 목동 신시가지아파트를 재건축하면 최대 80층 규모의 고층 빌딩을 포함해 10채를 짓고 나머지 3개는 숲과 공원을 조성할 수 있다고 공조했다.

## 논란

### 추미애 아들 내부고발자 실명 공개 논란
페이스북에 추미애 법무장관 아들의 ‘휴가 미(未)복귀 의혹’을 공익제보한 당시 당직사병 현모(27)씨의 실명을 무단으로 공개하여 논란이 되고 있다. 대학원생인 공익제보자의 신원을 언급하면서 해당 제보자에 대한 수사를 촉구하는 인신공격성 글을 작성하였으며 공익제보자를 '단독범'이라는 표현을 써서 논란이 되었으며 이후 기자회견을 열어 “국민의 알 권리 차원에서 한 이야기였다고 해도 의도치 않게 당직사병 A씨에게 피해를 줬다면 백배 사과해야 할 일”이라고 밝혔다.

## 저서
- 윤승용, 김성환, 황희, 성재도, 김현, 김영배, 권오중, 최광웅, 정찬용, 김만수, 김은경. 《님은 갔지만 보내지 아니하였습니다》. 책공방우공이산. 2010년 3월. ISBN 9788996402701

## 역대 선거 결과
|  | 52.13% |

|  | 51.85% |

|  | 49.78% |

## 소속 정당
| 소속 정당 | 소속 정당      | 소속 기간 | 비고      |
| --------- | -------------- | --------- | --------- |
|           | 새정치국민회의 | 1997~2000 | 정계 입문 |
|           | 새천년민주당   | 2000~2003 | 합당      |
|           | 무소속         | 2003~2008 | 탈당      |
|           | 통합민주당     | 2008      | 복당      |
|           | 민주당         | 2008~2011 | 당명 변경 |
|           | 민주통합당     | 2011~2013 | 합당      |
|           | 민주당         | 2013~2014 | 당명 변경 |
|           | 새정치민주연합 | 2014~2015 | 합당      |
|           | 더불어민주당   | 2015~현재 | 당명 변경 |

## 같이 보기
- 서울 양천구의 국회의원
- 양천구 갑
- 대한민국의 문화체육관광부 장관